# Zonantes
Zonantes es un género de coleóptero de la familia Aderidae.

## Especies
Las especies de este género son:
- Zonantes ater (LeConte, 1875)
- Zonantes fasciatus (Melsheimer, 1846)
- Zonantes floridanus Werner, 1990
- Zonantes hubbardi Casey, 1895
- Zonantes mississippiensis Werner, 1990
- Zonantes nubifer (LeConte, 1878)
- Zonantes ouachitanus Werner, 1990
- Zonantes pallidus Werner, 1990
- Zonantes signatus (Haldeman, 1848)
- Zonantes subfasciatus (LeConte, 1875)